# Satanàs et reclama
Satanàs et reclama (títol original en anglès, Satan Wants You) és un pel·lícula documental canadenca del 2023 dirigida per Steve J. Adams i Sean Horlor. La pel·lícula perfila el pànic satànic de principis dels anys vuitanta, centrada en el desacreditat llibre Michelle Remembers. S'ha doblat i subtitulat al català pel programa Sense ficció de TV3, que va estrenar-lo el 8 d'abril de 2025; anteriorment havia estat subtitulada al català.

## Argument
SXSW descriu la pel·lícula com que explica "la història no explicada de com el pànic satànic dels anys vuitanta es va encendre per Michelle Remembers, unes memòries escandaloses del psiquiatre Larry Pazder i la seva pacient Michelle Smith... el llibre més venut es basava en la teràpia de memòria recuperada per descobrir el segrest infantil de Michelle per part de satanistes lladres de nadons. Amplificats per l'aplicació de la llei i el boom de la televisió diürna als Estats Units, els rumors satànics es van estendre a través de comunitats de pànic arreu del món, deixant al seu pas una onada de destrucció i condemnes il·lícites. Aquesta pel·lícula aprofundeix en les arrels dels pànics morals i de les conspiracions de culte, mostrant com aquests esdeveniments encara afecten i distorsionen la nostra realitat actual."
La pel·lícula també revela paral·lelismes a les teories de la conspiració contemporànies com ara QAnon, Pizzagate i ciberseducció LGBT.

## Llançament i recepció
Satanàs et reclama es va estrenar al festival de cinema South by Southwest (SXSW) el març de 2023, i es va estrenar al Canadà al Hot Docs Canadian International Documentary Festival de 2023, abans d'estrenar-se comercialment a l'agost.
The Globe and Mail va informar que "mentre el document està ple de caps parlants i imatges d'arxiu, Satanàs et reclama no té un sentit del context històric i polític en què situar les il·lusions. En definitiva, aquest és un cicle destructiu que té arrels en tot, des dels Judici a les Bruixes de Salem fins a l'afer dels verins a la França del 1600. Quan la pel·lícula comença a connectar els punts entre Michelle Remembers i la desinformació actual d'Alex Jones i Donald Trump, els cops aterren més suaus del que haurien de ser. Hi ha una imatge fantàstica, gran i horrible que s'ha de pintar aquí, però aquest document està massa preocupat pel diable en els detalls d'un cas concret, ja sobreanalitzat."
Collider va donar a la pel·lícula una puntuació B− i va afirmar que "no és només una història sobre el pànic moral sinó també el que pot passar quan la gent es veu influenciada per les mentides presentades com a veritat". Una de les queixes va ser que "al documental no se li va donar prou temps per aprofundir en aquests detalls. Podria haver funcionat més fort com a docuserie, però tal com és, encara és una narració impressionant d'una època inquietant de la història estatunidenca". La ressenya també va dir que, tot i que es parla de la influència de l'Església Catòlica en aquest assumpte, "la institució no té tanta culpa com hauria de tenir". Sobre aquest tema, Skeptical Inquirer va informar que la pel·lícula inclou "trucades de telèfon enregistrades mai escoltades" que revelen que "l'Església Catòlica estava ansiosa per finançar la publicació i la gira promocional del llibre, creient que inspiraria la gent a tornar a l'església".
L'AIPT va informar que la pel·lícula va trigar temps a trobar el seu punt de partida i conclou que "no és la mirada en profunditat sobre el pànic satànic que alguns públics poden estar esperant. Mira el que va començar tot i el dany que va causar. Vides i reputacions es van arruïnar, ja que la gent estava preocupada pels milions (!) de nens que van ser segrestats per tal de ser sacrificats per a la causa del Senyor Fosc. També és una història d'advertència sobre la facilitat amb què es pot causar histèria massiva."
Filmcarnage.com va escriure que la pel·lícula "encerta tant que altres s'han equivocat tant. En abordar un tema tan polèmic amb una ment oberta, frena el judici i, en canvi, explora què significa ser vulnerable, amb gana d'atenció o manipulador. Té prou foscor i un punt d'horror al seu estil per crear una atmosfera fantàstica i apassionant. En última instància, fa una pregunta commovedora sobre el dany profund i reverberant que es pot fer amb la por, així com un recordatori oportú de com de més fàcil és aconseguir-ho en un món obsessionat per les xarxes socials."

## Premis
La pel·lícula es va projectar al FanTasia de 2023, on va ser nomenada guanyadora del DGC Audience Award a la millor pel·lícula canadenca.
Mark Dolmont va rebre una nominació a la millor banda sonora original per a un llargmetratge documental als Canadian Screen Music Awards de 2023.